# Дипломатически мисии на Бразилия
Бразилия има дипломатически мисии в 106 държави. Списъкът включва посолствата и консулствата (без почетните консулства) на Бразилия.

## Европа
- Австрия
  - Виена (посолство)
- Белгия
  - Брюксел (посолство)
- България
  - София (посолство)
- Ватикан
  - Ватикан (посолство)
- Великобритания
  - Лондон (посолство)
- Дания
  - Копенхаген (посолство)
- Германия
  - Берлин (посолство)
  - Франкфурт (генерално консулство)
  - Мюнхен (генерално консулство)
- Гърция
  - Атина (посолство)
- Ирландия
  - Дъблин (посолство)
- Испания
  - Мадрид (посолство)
  - Барселона (генерално консулство)
- Италия
  - Рим (посолство)
  - Милано (генерално консулство)
- Нидерландия
  - Хага (посолство)
  - Ротердам (генерално консулство)
- Норвегия
  - Осло (посолство)
- Португалия
  - Лисабон (посолство)
  - Порто (генерално консулство)
- Полша
  - Варшава (посолство)
- Румъния
  - Букурещ (посолство)
- Русия
  - Москва (посолство)
- Сърбия
  - Белград (посолство)
- Украйна
  - Киев (посолство)
- Унгария
  - Будапеща (посолство)
- Финландия
  - Хелзинки (посолство)
- Франция
  - Париж (посолство)
  - Кайен (генерално консулство)
- Хърватия
  - Загреб (посолство)
- Чехия
  - Прага (посолство)
- Швейцария
  - Берн (посолство)
  - Женева (генерално консулство)
  - Цюрих (генерално консулство)
- Швеция
  - Стокхолм (посолство)

## Северна Америка
- Барбадос
  - Бриджтаун (посолство)
- Белиз
  - Белмопан (посолство)
- Гватемала
  - Гватемала (посолство)
- Доминиканска република
  - Санто Доминго (посолство)
- Канада
  - Отава (посолство)
  - Монреал (генерално консулство)
  - Торонто (генерално консулство)
- Коста Рика
  - Сан Хосе (посолство)
- Куба
  - Хавана (посолство)
- Мексико
  - Мексико (посолство)
- Никарагуа
  - Манагуа (посолство)
- Панама
  - Панама (посолство)
- Салвадор
  - Сан Салвадор (посолство)
- САЩ
  - Вашингтон (посолство)
  - Бостън (генерално консулство)
  - Лос Анджелис (генерално консулство)
  - Маями (генерално консулство)
  - Ню Йорк (генерално консулство)
  - Сан Франциско (генерално консулство)
  - Хюстън (генерално консулство)
  - Чикаго (генерално консулство)
- Тринидад и Тобаго
  - Порт ъф Спейн (посолство)
- Хаити
  - Порт о Пренс (посолство)
- Хондурас
  - Тегусигалпа (посолство)
- Ямайка
  - Кингстън (посолство)

## Южна Америка
- Аржентина
  - Буенос Айрес (посолство)
  - Кордоба (генерално консулство)
  - Мендоса (генерално консулство)
  - Пасо де лос Либрес (вицеконсулство)
  - Пуерто Игуасо (вицеконсулство)
- Боливия
  - Ла Пас (посолство)
  - Санта Крус де ла Сиера (генерално консулство)
  - Гуаярамерин (вицеконсулство)
  - Кобиха (вицеконсулство)
  - Кочабамба (вицеконсулство)
  - Пуерто Суарес (вицеконсулство)
- Венецуела
  - Каракас (посолство)
  - Сиудад Хуаяна (консулство)
  - Пуерто Аякучо (вицеконсулство)
  - Санта Елена де Уаирен (вицеконсулство)
- Гаяна
  - Джорджтаун (посолство)
- Еквадор
  - Кито (посолство)
- Колумбия
  - Богота (посолство)
  - Летисия (вицеконсулство)
- Парагвай
  - Асунсион (посолство)
  - Сиуедад дел Есте (генерално консулство)
  - Педро Хуан Кабайеро (консулство)
  - Енкарнасион (вицеконсулство)
  - Консепсион (вицеконсулство)
  - Салто дел Хуаира (вицеконсулство)
- Перу
  - Лима (посолство)
  - Икитос (консулство)
- Суринам
  - Парамарибо (посолство)
- Уругвай
  - Монтевидео (посолство)
  - Ривера (консулство)
  - Чуи (консулство)
  - Артигас (вицеконсулство)
  - Рио Бранко (вицеконсулство)
- Чили
  - Сантяго де Чиле (посолство)

## Африка
- Алжир
  - Алжир (посолство)
- Ангола
  - Луанда (посолство)
- Бенин
  - Котону (посолство)
- Ботсвана
  - Габороне (посолство)
- Габон
  - Либървил (посолство)
- Гана
  - Акра (посолство)
- Гвинея
  - Конакри (посолство)
- Гвинея-Бисау
  - Бисау (посолство)
- Египет
  - Кайро (посолство)
- Екваториална Гвинея
  - Малабо (посолство)
- Етиопия
  - Адис Абеба (посолство)
- Замбия
  - Лусака (посолство)
- Зимбабве
  - Хараре (посолство)
- Кабо Верде
  - Прая (посолство)
- Камерун
  - Яунде (посолство)
- Кения
  - Найроби (посолство)
- Демократична република Конго
  - Киншаса (посолство)
- Кот д'Ивоар
  - Абиджан (посолство)
- Либия
  - Триполи (посолство)
- Мароко
  - Рабат (посолство)
- Мозамбик
  - Мапуто (посолство)
- Намибия
  - Виндхук (посолство)
- Нигерия
  - Абуджа (посолство)
  - Лагос (генерално консулство)
- Сао Томе и Принсипи
  - Сао Томе (посолство)
- Сенегал
  - Дакар (посолство)
- Танзания
  - Дар ес Салаам (посолство)
- Тунис
  - Тунис (посолство)
- РЮА
  - Претория (посолство)
  - Кейптаун (генерално консулство)

## Азия
- Армения
  - Ереван (посолство)
- Виетнам
  - Ханой (посолство)
- Израел
  - Тел Авив (посолство)
- Източен Тимор
  - Дили (посолство)
- Индия
  - Ню Делхи (посолство)
  - Мумбай (генерално консулство)
- Индонезия
  - Джакарта (посолство)
- Ирак
  - Багдад (посолство)
- Иран
  - Техеран (посолство)
- Йордания
  - Аман (посолство)
- Китай
  - Пекин (посолство)
  - Хонгконг (генерално консулство)
  - Шанхай (генерално консулство)
- Казахстан
  - Астана (посолство)
- Катар
  - Доха (посолство)
- Кувейт
  - Кувейт (посолство)
- Ливан
  - Бейрут (посолство)
- Малайзия
  - Куала Лумпур (посолство)
- Обединени арабски емирства
  - Абу Даби (посолство)
  - Дубай (търговски офис)
- Пакистан
  - Исламабад (посолство)
- Палестина
  - Рамала (офис)
- Саудитска Арабия
  - Рияд (посолство)
- Сингапур
  - Сингапур (посолство)
- Сирия
  - Дамаск (посолство)
- Тайван
  - Тайпе (офис)
- Тайланд
  - Банкок (посолство)
- Турция
  - Анкара (посолство)
- Филипини
  - Манила (посолство)
- Шри Ланка
  - Коломбо (посолство)
- Южна Корея
  - Сеул (посолство)
- Япония
  - Токио (посолство)
  - Нагоя (генерално консулство)

## Океания
- Австралия
  - Канбера (посолство)
  - Сидни (генерално консулство)
- Нова Зеландия
  - Уелингтън (посолство)

## Междудържавни организации
- - Адис Абеба - Африкански съюз
  - Брюксел - ЕС
  - Женева - ООН
  - Лисабон - Общност на португалоезичните държави
  - Ню Йорк - ООН
  - Монтевидео - Меркосур
  - Париж - ЮНЕСКО
  - Рим - ФАО
  - Виена - ООН
  - Вашингтон - Организация на американските държави